# Nerf plantaire médial
Le nerf plantaire médial (ou nerf plantaire interne) est un nerf mixte du pied.

## Origine
Le nerf plantaire médial est la branche terminale médiale du nerf tibial qui nait dans la partie haute du canal calcanéen.

## Trajet
Le nerf plantaire médial débute en arrière et sur le côté latéral de l'artère tibiale postérieure, en avant du muscle fléchisseur de l'hallux puis passe rapidement en dessous de l'artère pour venir se placer au-dessus de l'artère plantaire médiale.
Au niveau de la plante du pied, il devient satellite en dehors de l'artère plantaire médiale et se dirige vers l'avant en restant en dehors du muscle court fléchisseur de l'hallux et en dedans du muscle court fléchisseur des orteils.
Arrivé au niveau de la base du premier métatarsien, il se divise en deux :
- une branche médiale qui va aller jusqu'au bord médial de l'hallux et donner le nerf collatéral plantaire médial de l'hallux,
- une branche latérale plus importante qui va elle-même se diviser en trois et donner les premier, deuxième et troisième nerfs interosseux ou digitaux plantaires des trois premiers espaces interdigitaux. Un peu avant la racine des orteils, chaque branche se divise elle-même en deux : une  branche médiale qui va aller sur le bord latéral de l'orteil correspondant et une branche latérale qui va aller sur le bord médial de l'orteil suivant.

## Zone d'innervation

### Innervation motrice
Le nerf plantaire médial donne des branches motrices qui innervent :
- le muscle court fléchisseur des orteils,
- le muscle carré plantaire,
- le muscle abducteur de l'hallux,
- le chef interne du muscle court fléchisseur de l'hallux,
- les deux premiers muscles lombricaux du pied.

### Innervation sensitive
Le nerf plantaire médial assure l'innervation sensitive de la partie antéro-interne de la face plantaire du pied et des trois premiers orteils et du bord médial du quatrième.
Il donne des branches articulaires pour les articulations du tarse et du métatarse.

## Galerie

Innervation sensitive de la face plantaire du pied droit.